# Războiul Rece (film din 2018)
Războiul rece (titlul: în poloneză Zimna wojna, în engleză Cold War) este un film dramatic și psihologic al regizorului polonez Paweł Pawlikowski, după un scenariu al acestuia în colaborare cu Janusz Głowacki și Piotr Borkowski. Este o coproducție internațională, cu producători din Polonia, Franța și Marea Britanie, care a avut premiera în 2018.
La fel ca filmul precedent al regizorului, Ida, care a luat premiul Oscar pentru cel mai bun film în altă limbă decât engleza în 2015, și filmul acesta este plasat în perioada Războiului rece de după al Doilea Război Mondial. Povestea de dragoste a protagoniștilor, care durează 15 ani cu lungi perioade în care sunt despărțiți, se sfârșește tragic în condițiile regimului comunist din Polonia și al izolării dintre Blocul răsăritean și Blocul apusean.
Filmul a fost foarte bine primit, obținând numeroase premii, printre care cel pentru regie la Festivalul de la Cannes din 2018 și mai multe dintre Premiile Academiei Europene de Film.

## Acțiunea filmului
În Polonia, în 1949, compozitorul Wiktor Warski, colaboratoarea lui, etnmuzicologul Irena Bielecka, și un activist al partidului comunist, Lech Kaczmarek, cutreieră o regiune rurală ca să culeagă cântece și dansuri populare, și să recruteze membri pentru un ansamblu folcloric. Din cauza sărăciei care domnește în regiune, se prezintă la audieri mulți tineri. Printre ei se află și Zuzanna Lichoń (Zula), o fată care de fapt este orășancă și nu știe cântece populare, dar este ambițioasă, frumoasă, are farmec și o voce frumoasă. Cucerește juriul cu un cântec rusesc pe care îl cântă foarte bine. Se află că a fost condamnată pentru că l-a atacat pe tatăl care abuza de ea, și se află în stare de libertate condiționată.
Ansamblul este format și are succes. Între Zula și Wiktor, numit directorul muzical al ansamblului, se înfiripă o dragoste plină de pasiune, deși compozitorul este sensibil mai în vârstă decât ea. Kaczmarek, care a devenit șeful ansamblului, îi cere Zulei să-l spioneze pe Wiktor și să-i dea rapoarte despre el. Ea nu poate refuza, dar îi spune lui Wiktor că o face. Acesta este dezamăgit de ea, dar numai pentru foarte scurt timp, căci dragostea pentru ea este mai puternică.
Partidul, prin reprezentantul său Kaczmarek, imprimă ansamblului, pe lângă caracterul folcloric, unul de propagandă comunistă stalinistă, din care cauză Irena îl părăsește. Wiktor rămâne pentru Zula, dar hotărăște să plece din țară. O convinge și pe ea să plece cu el. Ocazia se ivește în 1952, când ansamblul merge să dea un spectacol în Berlinul de Est. Zidul încă nu există și se poate trece în Berlinul de Vest. Cei doi urmează să se întâlnească în apropierea unui punct de trecere după spectacol. Când acesta se termină, Zula nu se poate hotărî să plece, merge la petrecerea dată de gazdele germane și bea mult alcool. Wiktor o așteaptă multă vreme, dar ea nu vine, și el trece singur.
Wiktor se stabilește la Paris, unde lucrează ca pianist într-un club de jazz. Are și o relație cu o femeie pe care nu o iubește. În 1954, ansamblul Zulei ajunge la Paris și cei doi reușesc să se întâlnească, dar numai pe stradă. La întrebarea lui Wiktor de ce nu a venit cu el, ea îi spune că nu avea încredere în ea însăși. Nici în momentul acela nu îndrăznește să rămână în străinătate. Se întoarce în Polonia cu ansamblul, dar dragostea lor nu se stinge.
În 1955, ansamblul dă un spectacol în Iugoslavia. Merge și Wiktor s-o întâlnească acolo, dar se întâlnește numai cu Kaczmarek înainte de spectacol. Pe ea nu reușește s-o vadă decât de departe, el fiind în sală, iar ea pe scenă, pentru că agenți ai poliției politice iugoslave îl iau și îl urcă cu forța într-un tren care merge în Vest. De fapt îi fac un serviciu, nepredându-l polonezilor.
Zula se căsătorește de formă cu un cetățean italian și astfel poate pleca legal din Polonia. În 1957 merge la Paris cu intenția să rămână acolo cu Wiktor. Acesta o introduce în cercul lui de prieteni din lumea artistică și încearcă s-o ajute să se lanseze. De pildă ea cântă în clubul lui Wiktor, cu aranjamentul acestuia, un cântec popular trist despre o dragoste ce nu se poate împlini, pe care îl cântase cu corul ansamblului încă de la începuturile acestuia. Deocamdată îl cântă în limba poloneză. Wiktor cu prietenul său francez Michel vor să-i înregistreze un disc. Textul cântecului care tot revine în film este tradus în franceză de către Juliette, o poetă cu care a trăit Wiktor înainte de venirea Zulei. Zula nu reușește să se adapteze în mediul străin, ceea ce se vede printre altele în faptul că nu-i place cântecul polonez în franceză, își înregistrează discul în silă și nu se poate bucura când acesta apare. Când i-l dă Wiktor pe stradă, ea îl aruncă într-o băltoacă. Caută refugiu în alcool și până la urmă se întoarce în Polonia fără să știe Wiktor.
Wiktor este nefericit, o iubește în continuare pe Zula și vrea să se întoarcă și el în Polonia. În 1959 se adresează consulului polonez, care îi pune o condiție: se va putea întoarce după ce o vreme îi va spiona pe emigranții polonezi pe care îi cunoaște. Wiktor refuză și se întoarce în Polonia fără forme legale. Este arestat și condamnat la 15 ani de detenție într-un lagăr. Zula reușește să-l viziteze și-i promite că îl va scoate de acolo. Între timp s-a căsătorit cu Kaczmarek care a înaintat în carieră, are un copil cu el și tot mai cântă, dar este nefericită și alcoolică.
În 1964, prin intervențiile lui Kaczmarek, Wiktor iese din lagăr, dar este un om terminat: nu mai poate cânta la pian, având câteva degete distruse. Asistă împreună cu Kaczmarek cu copilul în brațe, la un spectacol la care Zula cântă un cântec de muzică ușoară în stilul anilor 1960. După spectacol, Zula îi cere lui Wiktor să o scape de o existență pe care nu o mai poate suporta. Cei doi nu mai găsesc altă ieșire decât sinuciderea. Merg la o biserică în ruine izolată printre tarlale de grâu, care apăruse și la începutul filmului, Zula înșiră niște pastile pe altar, cei doi îngenunchiază și își spun formulele obișnuite la cununie, apoi înghit pastilele, merg să se așeze pe o bancă la răscrucea de drumuri de țară unde oprise autobuzul cu care veniseră, și contemplă priveliștea. Filmul se termină când, la un moment dat, Zula spune „Hai s-o vedem și din partea cealaltă”. Cei doi se ridică și ies din scenă, pe care rămâne numai cerul și grâul legănat de vânt.

## Rolurile cele mai importante
- Joanna Kulig: Zuzanna Lichoń (Zula)
- Tomasz Kot: Wiktor Warski
- Borys Szyc: Lech Kaczmarek
- Agata Kulesza: Irena Bielecka, colaboratoarea lui Wiktor
- Jeanne Balibar: Juliette, poetă, prietenă franceză a lui Wiktor
- Cédric Kahn: Michel, cineast, prieten francez al lui Wiktor
- Adam Woronowicz: consulul polonez

## Elemente de inspirație din realitate
Pe lângă realitățile istorice, sociale și politice generale, nu prezentate didactic, ci numai sugerate de film, mai sunt și alte elemente din realitate care îl inspiră pe regizor.
Filmul este dedicat părinților lui Pawlikowski, pentru că se inspiră parțial din povestea lor. Chiar și prenumele lor sunt purtate de protagoniști. Într-un interviu, regizorul spune că atunci când s-au cunoscut, mama lui avea 17 ani, iar tatăl lui cu zece ani mai mulți. El avea multă autoritate, iar ea era puțin excentrică. Când era mai tânără, fugise de acasă pentru a face balet. Timp de 30 de ani s-au certat, s-au înșelat, s-au căsătorit, au divorțat, s-au recăsătorit cu alții, s-au reîntâlnit în străinătate, s-au despărțit din nou și până la urmă au devenit un cuplu ideal. Relația lor se schimba în funcție de evenimente, de context. Și în film, Pawlikowski a vrut să arate cum se schimbă raportul de forțe într-un cuplu, în funcție de context. Alta este situația în Polonia, când Wiktor nu se poate realiza cum ar vrea din cauza regimului, dar este sigur de sine și pleacă din țară hotărât, cu gândul de a se realiza în străinătate, și alta când acolo nu se poate realiza din altă cauză, pentru că rămâne un străin, și devine fragil. În schimb Zula ajunge o vedetă în Polonia, dar în Franța este o simplă țărancă dezrădăcinată și nu suportă această situație, ceea ce provoacă o nouă despărțire a celor doi.
Într-un interviu, Pawlikowski spune că ansamblul folcloric numit în film Mazurek este inspirat din ansamblul folcloric de stat Mazowsze, fondat în perioada comunistă și existent și în 2021, celebru în tot Blocul răsăritean, pe care regizorul mărturisește că l-a admirat întotdeauna.

## Interpretări și critici
Marea majoritate a recenziilor filmului a fost pozitivă. De exemplu site-ul american Rotten Tomatoes a constatat 92% aprecieri pozitive în 248 de recenzii, iar site-ul Metacritic a notat filmul cu 90/100 pe baza a 45 de critici.
Pentru Thomas Sotinel de la Le Monde, dragostea dintre Wiktor și Zula este imposibilă nu numai din cauza condițiilor externe, ci și a diferenței dintre ei. Wiktor are ca prioritate realizarea ca artist în libertate, pe când Zula caută în primul rând să se ferească de pericole. Cu toate acestea, dragostea lor rezistă până la moarte. Caracterul de melodramă este mult atenuat de sobrietatea și pudoarea prin care se remarcă filmul. La aceasta contribuie scurtimea filmului (88 de minute) și filmarea în alb-negru. Această din urmă caracteristică redă și atmosfera sumbră a epocii.
Și după Gérard Delorme, în Première, are importanță diferența dintre Wiktor, artist format prin studii înaintea războiului, și Zula, o fată simplă, dintr-o categorie socială defavorizată, diferență ce nu este ștearsă de regimul comunist proclamat egalitar, dar nici de Occident, ca și cum diferențele ar fi înscrise în genele protagoniștilor. Regia lui Pawlikowski se caracterizează printr-o virtuozitate fără ostentație. Posedă arta de a exprima mult arătând puțin, numai momente pline de forță, spectatorul putând imagina ce ar fi între ele, indiferent că este un polonez care cunoaște contextul istoric, sau un occidental care nu-l cunoaște. Și acesta poate fi captat de film, anume de puterea emoțională ce emană din protagoniști.
Daniel Iftene (PRESSONE) găsește că una din notele originale ale filmului este felul în care surprinde cum încearcă regimul comunist „să intre în conștiința populară prin aservirea și industrializarea folclorului”. În privința imaginii, criticul remarcă felul în care aceasta fixează fiecare moment ca pe un instantaneu al perioadei și dă o frumusețe aparte filmului, mai ales atunci când obiectivul se apropie de chipurile personajelor, reușind astfel ca protagoniștii să acapareze total privirea spectatorului.
În privința actorilor, criticii au remarcat mai ales jocul superb al Joannei Kulig (Zula), pentru felul în care fața ei exprimă sentimentele și evoluția în timp a personajului, pentru energia, emoția și voluptatea care se degajă din ea, pentru amestecul de forță și de aparentă inocență pe care reușește să-l redea. Despre ea, Pawlikowski spune că nu numai are un talent actoricesc deosebit, dar și cântă și dansează în mod excepțional, având o muzicalitate și o cultură a mișcării fenomenale.
Jacques Morice, în Télérama, subliniază locul central al muzicii în film. Ea nu este doar un accesoriu, ci face parte din ființa personajelor. Scenele în care se culege folclor la începutul filmului sunt realiste ca un film documentar, gen în care Pawlikowski și-a început cariera. Muzica din film este variată. Chiar și un același cântec apare în ipostaze diferite: mai întâi ca folclor autentic, apoi adaptat pentru scenă, cântat în cor, apoi în stil jazz, o dată în poloneză, altă dată în franceză. Nu lipsește nici improvizația de jazz ca expresie a disperării lui Wiktor, și nici rock and roll-ul din anii 1950 în care se refugiază Zula pe lângă alcool.

## Premii și nominalizări
- Festivalul de la Cannes – premiul pentru regie: Paweł Pawlikowski
- Academia Europeană de Film – premiile:
  - pentru cel mai bun film
  - pentru cel mai bun regizor: Paweł Pawlikowski
  - pentru cel mai bun scenarist: Paweł Pawlikowski
  - pentru cea mai bună actriță: Joanna Kulig
  - pentru cel mai bun montaj: Jarosław Kamiński
  - premiul publicului pentru cel mai bun film
- Societatea Americană a Directorilor de Imagine (ASC) – premiul pentru cea mai bună imagine: Łukasz Żal[19]
- Uniunea Criticii de Cinema din Belgia – Marele Premiu[20]
- Cercul Criticilor de Film din Florida (FFCC) – premiul pentru cea mai bună imagine[21]
- Premiul Goya pentru cel mai bun film european[22]
- National Board of Review – premiul pentru cel mai bun film într-o limbă străină[23]
- Cercul Criticilor de Film din New York (NYFCC) – premiul pentru cel mai bun film într-o limbă străină[24]
- Criticii de Film din New York Online – premiul pentru cel mai bun film într-o limbă străină[25]

Dintre numeroasele nominalizări, cele mai importante au fost pentru:
- Premiile Oscar la categoriile cel mai bun film într-o limbă străină, cel mai bun regizor și cea mai bună imagine[26]
- Premiile BAFTA la categoriile cea mai bună regie, cel mai bun scenariu original, cel mai bun film într-o limbă alta decât engleza și cea mai bună imagine[27]